# Miles Dyson
El Doctor Miles Bennett Dyson es un personaje de Terminator. Fue el inventor original de un procesador neural que daría lugar a la elaboración de Skynet, una computadora con inteligencia artificial destinada a controlar y defender los Estados Unidos, pero que más tarde toma el control del mundo y lanza una guerra nuclear a nivel mundial, con la cual comienza el exterminio de la humanidad. Él es el responsable del Día del Juicio Final. En Terminator 2: el juicio final, es interpretado por Joe Morton y en Terminator: The Sarah Connor Chronicles es interpretado por Phil Morris.

## Terminator 2: el juicio final
El Dr. Dyson es un científico y Director de Proyectos Especiales de Cyberdyne Systems Corporation. Era el encargado de crear un nuevo procesador, una red neuronal utilizando la ingeniería inversa con dos piezas de tecnología avanzada, procedentes de una fuente desconocida. La tecnología tiene en realidad una vigencia de diez años de edad, la escena del crimen en otra instalación de Cyberdyne. Miles trabaja en el proyecto durante todo el día con sus colegas en la oficina principal Cyberdyne, donde fue una de las pocas personas que tuvieron acceso al brazo y al CPU del primer Terminator. También trabajó en el proyecto en casa. Miles cree de verdad en el potencial de su trabajo, ya que el procesador podría dar lugar a una nueva y revolucionaria marca de sistemas automatizados y de una forma más avanzada de inteligencia artificial, lo que haría otros sistemas informáticos existentes obsoletos en comparación. El proyecto llega a un punto donde está casi terminado el prototipo del procesador. El proyecto sería completado y distribuido a la nación, el procesador, llamado Skynet, habría ganado la libre conciencia e iniciaría una guerra genocida por toda la humanidad a partir de un holocausto nuclear.
Esto se evitó, sin embargo, cuando Sarah Connor, que desea eliminar a Skynet antes de que comenzara el ataque, utiliza archivos de otro Terminator en el futuro para encontrar a Miles en su domicilio con la esperanza de darle muerte. Sarah inicialmente trató de matar a Miles con un fusil de francotirador, pero Miles eludió la bala cuando fue momentáneamente distraído por su hijo, Danny. Sarah empieza a disparar, pero Miles se cubre detrás de su escritorio, donde las balas, aunque críticamente dañan su ordenador y el prototipo, no pudo llegar a él. Con su rifle vacío, Sarah corrió a la casa con un arma bajo el brazo y comenzó a disparar a Miles. Sarah no podía emocionalmente y no podía matar a Miles delante de su esposa e hijo. En ese momento, John y el Terminator llegan deteniendo el asesinato de Sarah sobre Miles. Una vez que Sarah se había convencido de no asesinar, con el fin de mostrar a Dyson su carácter cibernético, el Terminator corta el exterior de su brazo, exponiendo su brazo cibernético y la mano. Miles se conmovió al descubrir que era idéntica a la que hay en el laboratorio.
Cuando le curaron la herida a Miles, Sarah, John y el T-800 le explicaron el futuro y sus verdaderos efectos sobre la humanidad a Miles y a su esposa. Miles estaba convencido de que debían ir a Cyberdyne y destruir su unidad prototipo, computadoras, discos duros, unidades ópticas, archivos, notas y cualquier otro contenido de su oficina. Sin embargo, el Terminator le hizo darse cuenta de que mientras el laboratorio y los artefactos tecnológicos de Cyberdyne estaban intactos, Skynet podría todavía existir. Miles decidió entonces ir con los Connor y el Terminator para destruir la investigación en el edificio Cyberdyne y enviar a su familia a la clandestinidad. Antes de salir, Tarissa (la esposa de Miles) le desea buena suerte a su esposo.
Miles inicialmente esperaba entrar en el edificio y destruir el contenido del laboratorio, sin oposición, pero el guardia le negó la entrada debido a lo avanzado de la hora de la noche y la falta de documentación adecuada. Entraron a punta de pistola. Miles ayudó a John a reunir los artefactos tecnológicos avanzados del Terminator original del laboratorio y comenzaron a preparar a destruir todo el laboratorio con una bomba. Mientras preparaban la bomba, un equipo del SWAT llegó e irrumpieron en el edificio. El equipo abrió fuego y Miles fue acribillado a balazos antes de que él pudiera escapar.
Sabiendo que sus heridas eran de gravedad, Miles le dijo a los otros que escaparan y él se quedó para activar las bombas de control remoto. El equipo SWAT actuó demasiado tarde. Miles sucumbió a sus heridas, murió pocos segundos después. Su mano cayó sin vida, activando la bomba y destruyendo el laboratorio.
Al final, Miles hizo un desinteresado sacrificio, pero solo retrasó lo inevitable. A pesar de que fue suficiente para que Cyberdyne quebrara y poner fin a cualquier posible reconstrucción del Proyecto Skynet, fue reconstruida por Cyber Research Systems, una filial de la Fuerza Aérea de Estados Unidos que compraron Cyberdyne, sus patentes y proyectos, incluidos Skynet. La versión final de Skynet fue finalmente creada y activada por el jefe de CRS, el General Robert Brewster.

## Terminator: The Sarah Connor Chronicles
La esposa de Miles y su hijo aparecen en el episodio piloto de Terminator: The Sarah Connor Chronicles, y, a pesar de que sólo aparece en una fotografía de familia, su participación en Terminator 2: el juicio final se menciona. Se reveló que el FBI cree (erróneamente) que Sarah es responsable de su muerte, lo que explica su esposa Tarissa la hostilidad hacia ella después de reunirse en 1999. En el episodio 3 su tumba es visitada por su esposa y Sarah. Sarah le pregunta si sabía algo acerca de algunos hombres que participan en la creación de Skynet. Tarissa menciona a un hombre que creó una forma de influencia llamado El Turco, un sistema informático capaz de jugar al ajedrez. En las fotografías, Dyson es retratado por Phil Morris.

## Terminator Génesis
En el reboot de la franquicia, Terminator Génesis, el Dr. Miles Dyson es interpretado por el actor Courtney B. Vance.

## Doblaje
- Alfonso Vallés
  - Terminator 2: El juicio final (1991)

- Pep Ribas
  - Terminator Génesis (2015)

- Datos: Q2478761